# アメノウズメ (小惑星)
アメノウズメ (10804 Amenouzume) は、小惑星帯の小惑星である。浦田武が静岡県の日本平天文台において発見した。
名前は神道における芸能の女神、アメノウズメノミコトに由来する。